# 福江角太郎
福江 角太郎（ふくえ かくたろう、1845年（弘化2年11月） - 1902年（明治35年）11月24日）は、幕末から明治期の地主、政治家。衆議院議員。

## 生涯
豊前国企救郡下南方村（小倉藩領、現福岡県北九州市小倉南区）で、代々里正を務める家に生まれた。父の死去に伴い15歳で家督を相続し、下南方村庄屋を務めた。長州征討の際には農兵を率いて従軍した。
明治維新後は、戸長、福岡県会議員、同常置委員、同副議長、同議長、郡連合会議員、所得税調査委員、企救郡会議員、同参事会員、同議長、郡農会長などを歴任した。1894年3月、第3回衆議院議員総選挙で福岡県第七区から自由党所属で出馬して当選。第4回総選挙でも当選し衆議院議員を連続二期務めた。第12師団の誘致、門司港の設備整備などに尽力した。
また、築港鉄道の敷設、若松-小倉間の馬車鉄道の整備にも尽力した。